# HMS L5
Pour les articles homonymes, voir L5.
Le HMS L5 est un sous-marin britannique de classe L construit pour la Royal Navy pendant la Première Guerre mondiale. Le L5 a survécu à la guerre et a été vendu à la ferraille en 1931.

## Conception
Les sous-marins de classe L étaient une version agrandie et améliorée de la classe E précédente. Ils avaient une longueur totale de 70,4 m, un maître-bau de 7,2 m et un tirant d'eau moyen de 4 m. Ces sous-marins avaient un déplacement de 905 tonnes en surface, et 1 091 tonnes en immersion. Ils avaient un équipage de 35 officiers et matelots.
Pour la navigation en surface, ces navires étaient propulsés par deux moteurs diesel Vickers à 12 cylindres de 1 200 ch (895 kW), chacun entraînant un arbre d'hélice. En immersion, chaque hélice était entraînée par un moteur électriques de 600 ch (447 kW). Ils pouvaient atteindre la vitesse de 17 nœuds (31 km/h) en surface et 10,5 nœuds (19,4 km/h) sous l’eau. En surface, la classe L avait un rayon d'action de 3 200 milles marins (5 900 km) à 10 nœuds (19 km/h).
Les navires étaient armés d’un total de six tubes lance-torpilles de 18 pouces (457 mm). Quatre d’entre eux étaient dans l’étrave et la paire restante était installée sur les flancs. Ils transportaient 10 torpilles de recharge, toutes pour les tubes d’étrave. Ils étaient aussi armés d’un canon de pont de 4 pouces (102 mm).

## Engagements
Le HMS L5 a été construit par Swan Hunter à son chantier naval de Wallsend. Sa quille fut posée le 23 août 1916, il est lancé le 26 janvier 1918 et mis en service le 15 mai 1918. Il est basé à Falmouth, en Cornouailles, en 1918. Le L5 est affecté à la 4e flottille sous-marine et au HMS Titania en 1919 et appareille pour Hong Kong, où il arrive le 14 avril 1920. Il a servi à la China Station avec d’autres navires de cette classe dans les années 1920. Le 20 octobre 1927, au large de Hong Kong, le L5 et le HMS L4 ont secouru l’équipage du navire marchand SS Irene d’une attaque de pirates après avoir tiré avec leur canon de pont. Le HMS L5 est vendu en 1931 et détruit à Charlestown (Fife).